# Wechte

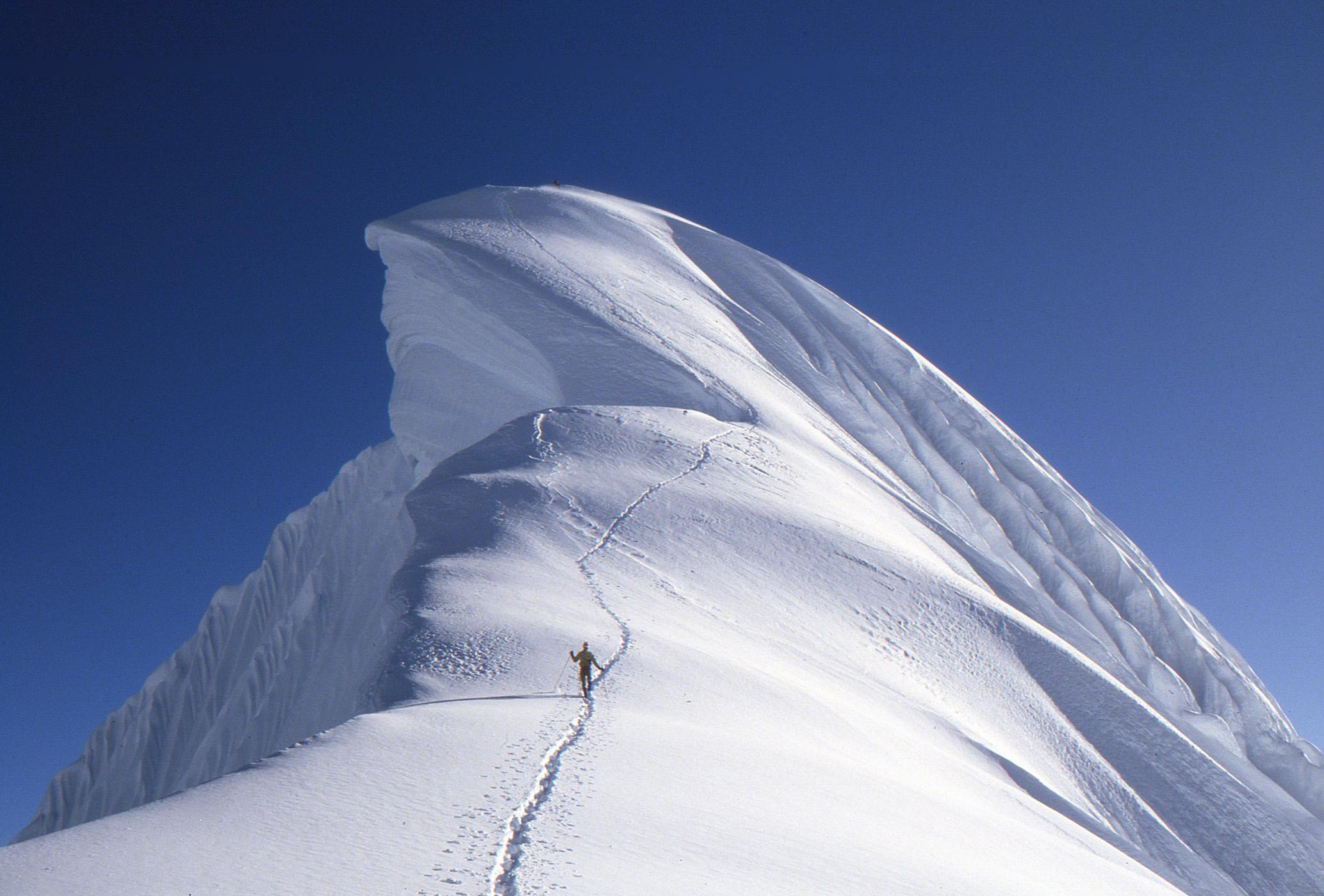
Große Wechte am Gipfel des 6345 m hohen Chopicalqui in den peruanischen Anden.

Als Wechte, frühere Schreibung Wächte, bezeichnet man eine stark verdichtete Schneeablagerung an Geländekanten im Mittel- und Hochgebirge. In Süddeutschland und Österreich wird der Ausdruck Schneewechte auch ganz allgemein für Schneeverwehungen verwendet.

## Beschreibung
Wechten entstehen durch Schneeverfrachtung an Plateauabbrüchen, Kämmen oder Graten direkt auf der windabgewandten und vornehmlich steileren Seite eines Grates. Dabei haben sie einen ausladenden Überhang auf die Leeseite. Bei wechselnder Windrichtung bildet sich auf der flacheren Seite keine Wechte, bei gleichen Neigungen auf beiden Seiten des Grates (gleichschenkliges Dreieck) bildet sich in der Regel ebenfalls keine Wechte. Unter der Wechte entsteht der Wechtenkeil – eine labile Schneeablagerung, häufig Ursache für Lawinenabgänge.

## Gefahren

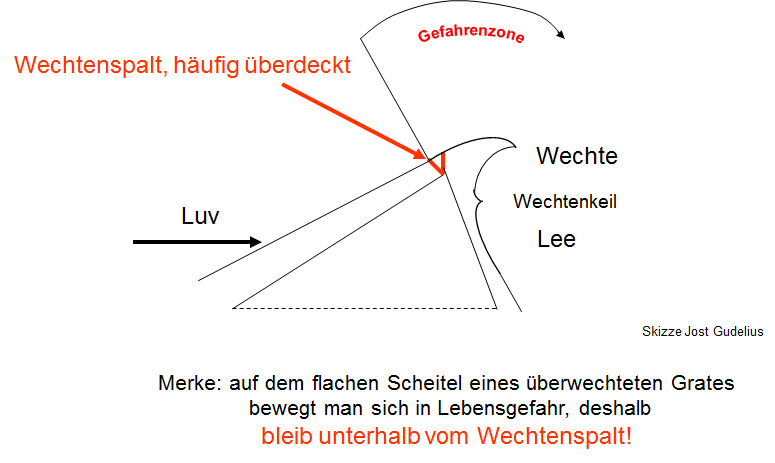
Gefahrenzone auf einer Wechte

Wechten sind für Bergsteiger, Touren- und Extremskifahrer überaus tückisch. Betritt man den günstiger erscheinenden, flacheren Scheitel der Wechte oberhalb des Wechtenspaltes, kann die Wechte abbrechen. Der Wechtenspalt – eine Art Sollbruchstelle einer Wechte – ist ein meist von Schnee überdeckter Spalt zwischen der Schneedecke auf der Luvseite und der auf der Leeseite überhängenden Wechte. Er entsteht durch Setzungsvorgänge und Kriechbewegungen der Wechte und verläuft auf der Luvseite etwas unterhalb der im Fels vorgegebenen Gratkante. Der Wechtenspalt ist häufig gar nicht oder nur schwer zu erkennen, was das Legen einer sicheren Spur erschwert. Da der Wechtenspalt nicht senkrecht über der Gratkante verläuft und die Spur in genügendem Sicherheitsabstand in der Flanke geführt werden muss, vergrößert sich der Abstand zur Wechtenkante. Dadurch kann in einer Seilschaft die sonst übliche Strategie – das Gehen am verkürzten Seil und das Springen auf die gegenüberliegende Seite bei Sturz eines Partners – nicht mehr anwendbar sein und die Sicherung der Seilschaft wird problematisch. In einem solchen Fall kann es günstiger sein, vom verkürzten Seil wieder auf die volle Seillänge zu gehen. Der Österreichische Bergrettungsdienst meldete im Zeitraum 2. Februar bis 18. April 2013 neun Wechtenbrüche mit fünf Toten und fünf Verletzten.

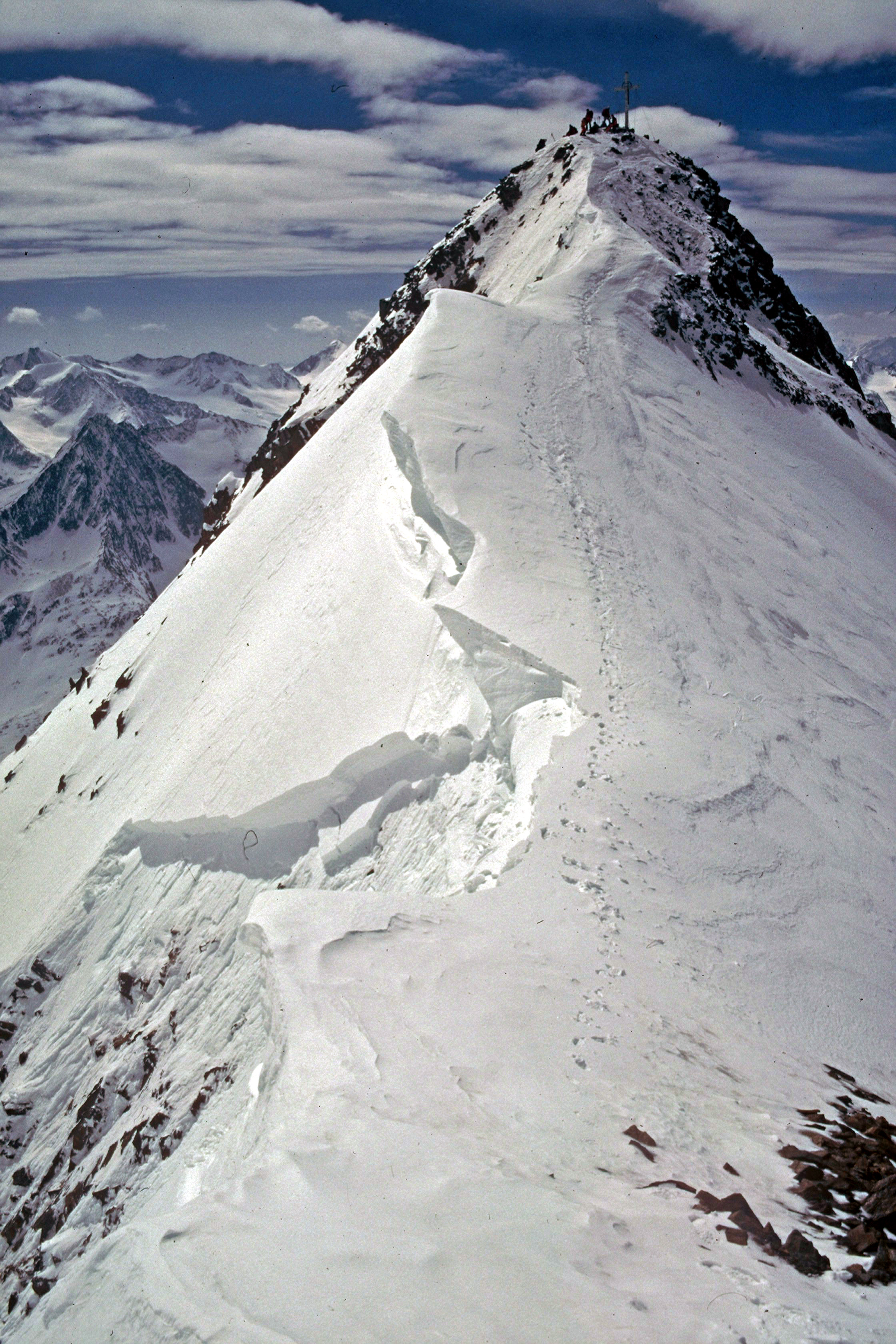
Im April 1997 durch einen Bergsteiger verursachter, folgenloser Wechtenbruch auf der Wildspitze.
Am 4. April 2009 stürzte an derselben Stelle ein Bergsteiger durch Wechtenbruch tödlich ab.

Neben Bergsteigern kann auch die Gewichtsbelastung durch frischen Schnee oder Destabilisation des Schneeaufbaus bei Temperaturanstieg das Abbrechen der Wechten verursachen. Wechtenabbrüche können auch Lawinen auslösen.
Der bekannte österreichische Bergsteiger Hermann Buhl, Erstbesteiger des Nanga Parbat, kam bei einem Wechtenbruch im Karakorum an der Chogolisa ums Leben (er gilt als verschollen). Gleichermaßen ist Fritz Kasparek, der zu den Erstbesteigern der Eiger-Nordwand gehört, am Gipfelgrat des Salcantay in Peru tödlich verunglückt. Auch der französische Extrembergsteiger Patrick Berhault starb durch Wechtenbruch am Täschhorn (Wallis). Alfred Pallavicini, Namensgeber der Pallavicini-Rinne, starb am 26. Juni 1886 bei der Erstbegehung der Glocknerwand nach einem Wechtenbruch kurz unterhalb des Gipfels. Anatoli Bukrejew starb am 25. Dezember 1997 bei einer durch einen Wechtenbruch verursachten Lawine an der Annapurna.
Stéphane Brosse starb am 17. Juni 2012 bei einem Wechtenbruch an der Aiguille d’Argentière. Am Howse Peak riss am 16. April 2019 eine von einem Wechtenbruch ausgelöste Lawine David Lama, Hansjörg Auer und Jess Roskelley 800 Meter in die Tiefe.

## Galerie

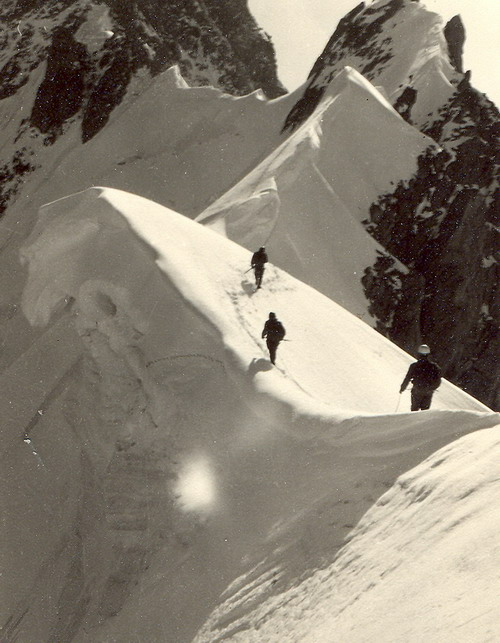
Wechselseitige Wechten am Rochefortgrat im Mont-Blanc-Gebiet (1965)
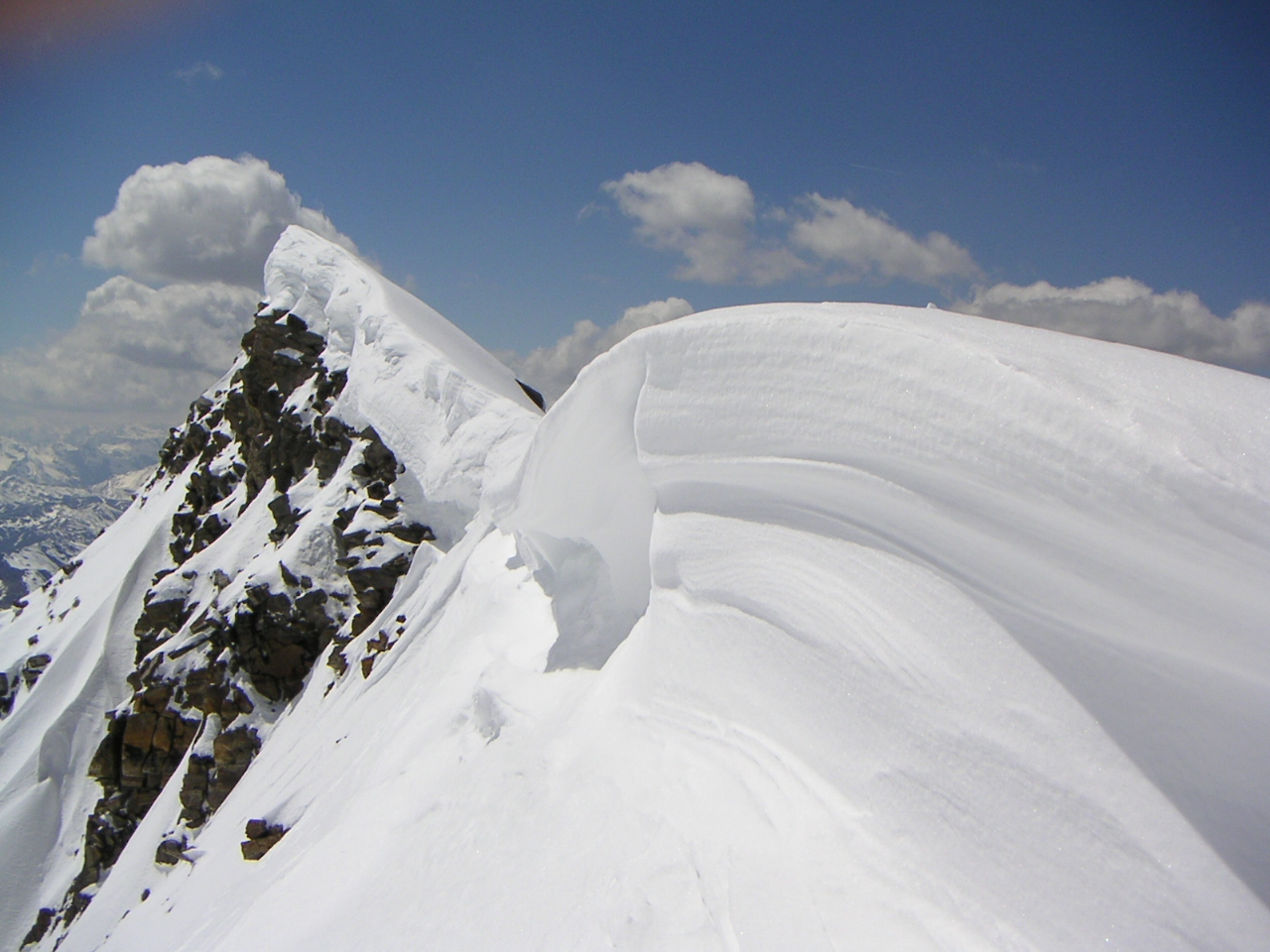
Schneewechten auf einem Gipfel am Rand des Gletscherskigebiets Hintertuxer Gletscher (2005)
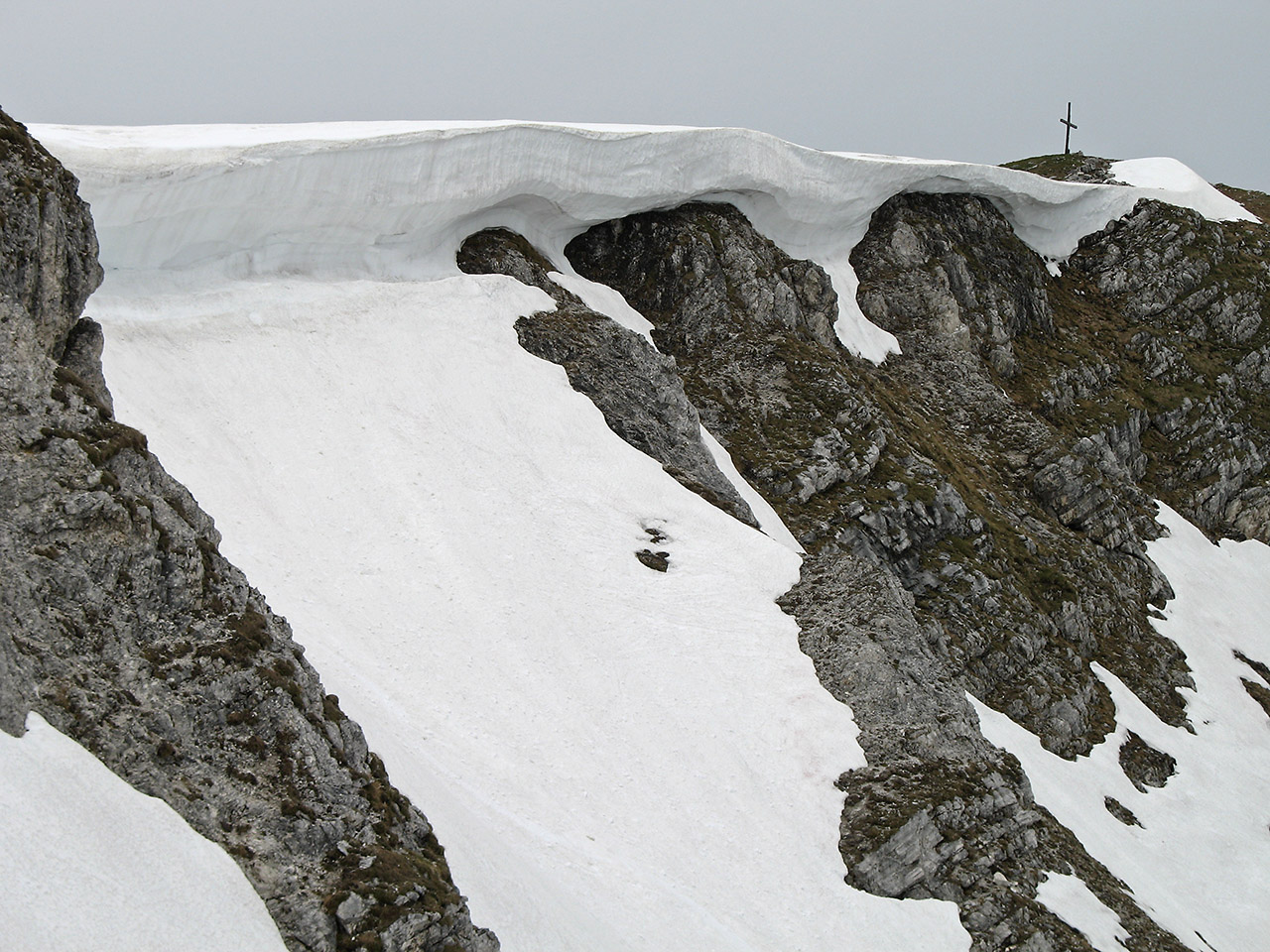
Wechte am Vorderunnutz (2006)
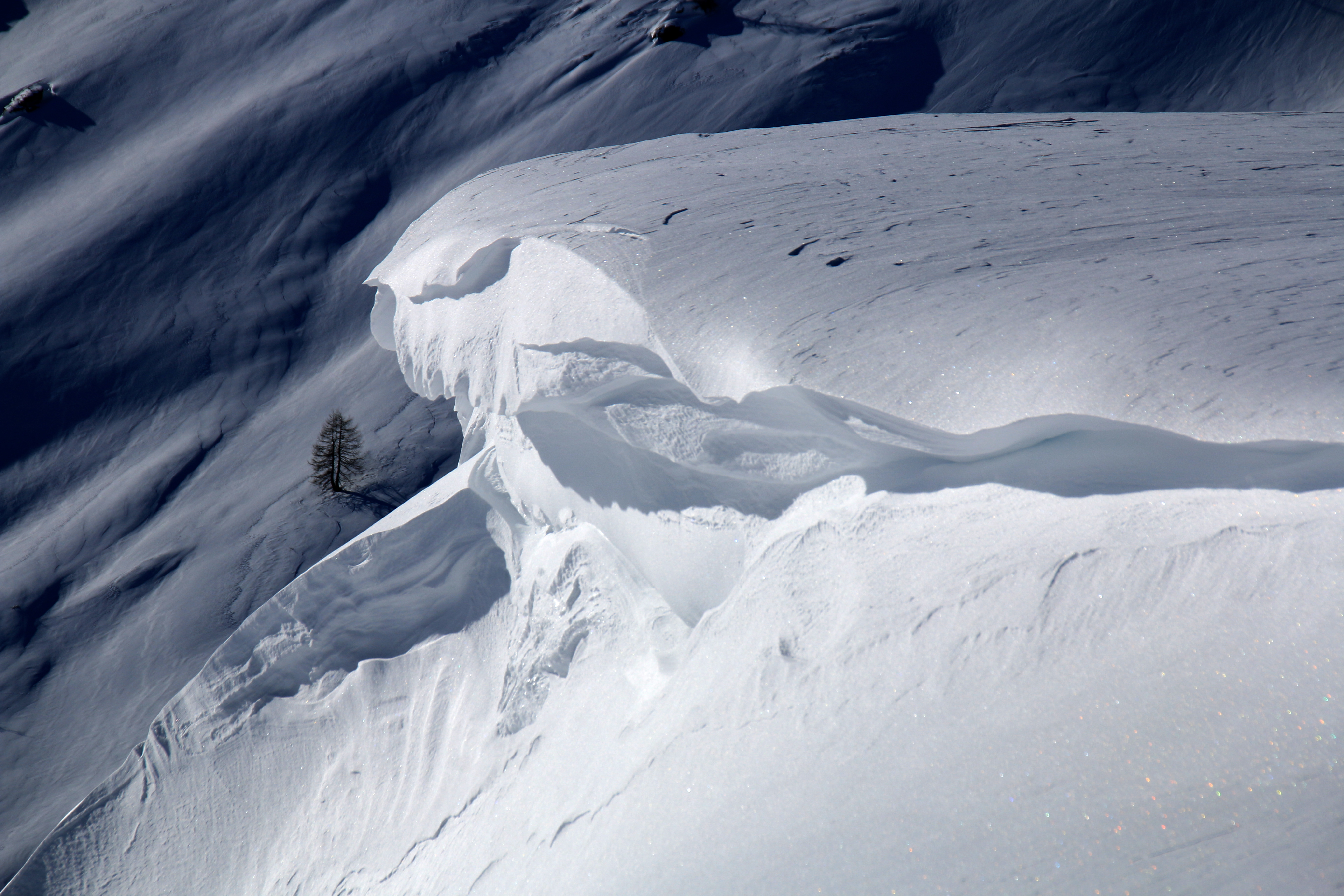
Schneewechte auf dem Simplonpass (2019)